# Валерий Гриковский

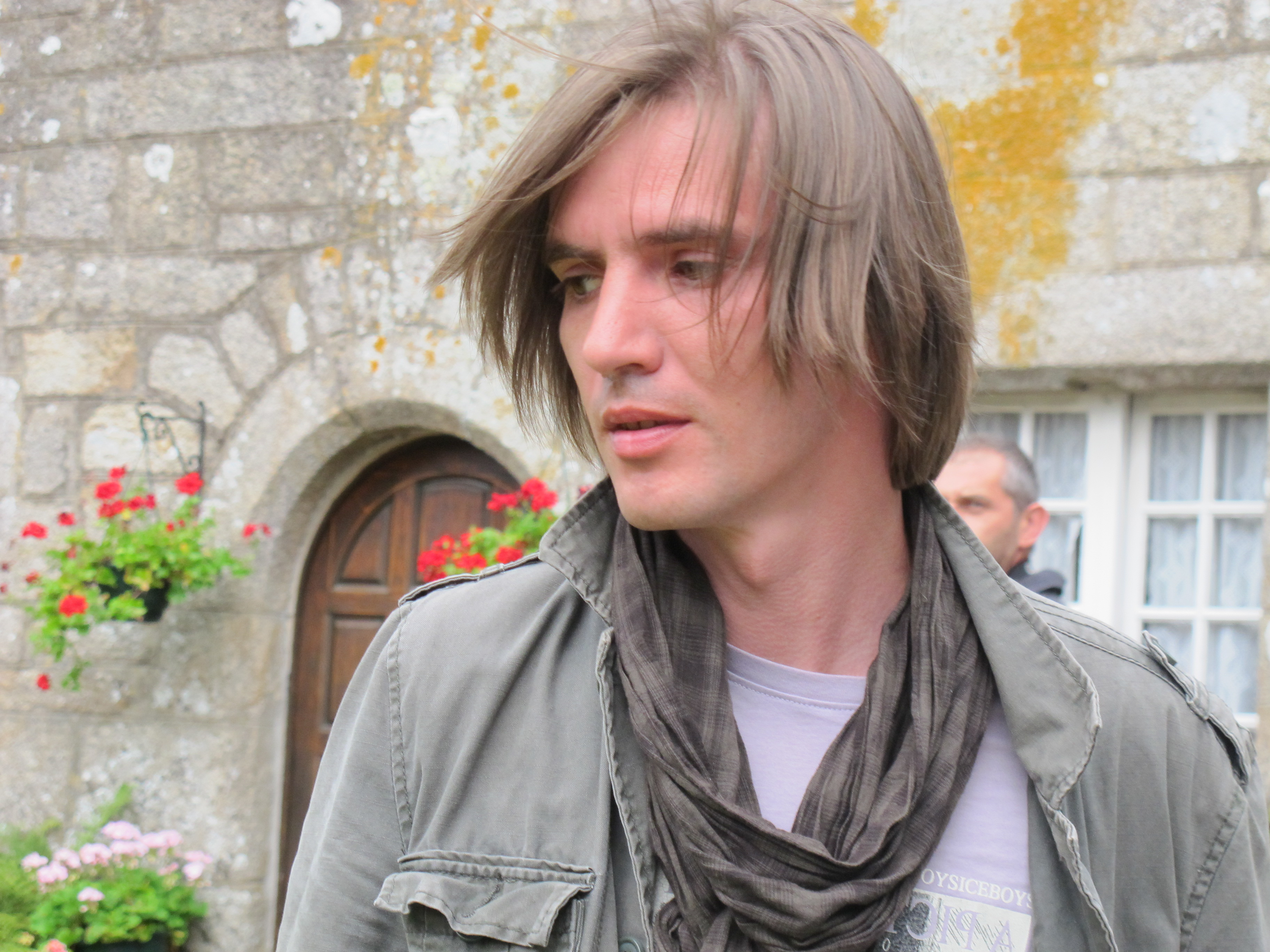

Валерий Г. Гриковский (родился 10 июля 1975, Ленинград, СССР) — современный российский художник (графика, живопись, инсталляция). Активно экспериментирует с новыми материалами и техниками. В своих проектах пытается расширить пространство традиционного искусства и сочетать традиционные художественные методы с цифровой современной культурой. Использует в проектах объекты живой природы, минералы, окаменелости, фрагменты энтомологических коллекций. Известен, как основоположник «Pinning Art», как объединяющую науку и искусство художественную практику. Увлекается энтомологией (коллекционирование жуков).

## Биография
Окончил Санкт-Петербургский Государственный Медицинский университет имени акад. И. П. Павлова (1-й Медицинский институт), лечебный факультет (1992—1998 годы). Интересовался вопросами взаимодействия нервной и иммунной систем (есть научные статьи). Профессионально занимался альпинизмом. Выставочная деятельность с 1997 года, участвовал в международных арт-ярмарках, симпозиумах и конференциях. В 1999 году вступил в Союз Художников (секция графики). Сотрудничал с известными российскими бизнес-брендами — ВМП Авто, Xassa Design, Глобал-Транс. Искусство представлялось ведущими галереями Санкт-Петербурга — Marina Gisich Galery (2012), NameGallery (2011, 2014, 2017), Anna Nova Gallery (2020), а также значимыми культурными институциями — Государственный Русский Музей (2013, 2020), ЦВЗ Манеж (1999—2019), Российская Академия Художеств (2015—2016) и др.
В настоящее время живет и работает в Санкт-Петербурге (Россия).

## Награды и премии
2009  — 6-я международная биеннале графики (Новосибирск), номинация «оригинальная графика» (1-е место).
 2010 — IV Томская Всероссийская триеннале «Рисунок России», диплом.
 2012  — Осенний Салон (Париж), приз в номинации «Живопись».
 2015  — Премия Курехина (Санкт-Петербург), номинация «лучшее произведение визуального искусства», номинант (шот-лист).

## Коллекции
Государственный Русский Музей (Санкт-Петербург).
Государственный Художественный музей (Новосибирск).
Музей искусства XX—XXI веков (Санкт-Петербург).
Новый Музей (Санкт-Петербург).
Государственный центр современного искусства (Москва).
Работы находятся также в частных собраниях России, Германии, Финляндии, Чехии, США, Франции, Сербии, Италии и др.

## Персональные выставки
— 1999 — «Обратная сторона навигации» — галерея «Борей» (Санкт-Петербург).
— 2000 — «Волхвы» — галерея «Борей» (ССанкт-Петербург), совместно с А. Подобном.
— 2008 — «Е-20» — Музей А.Ахматовой, галерея «Сарай» (Санкт-Петербург).
— 2009 — «Убитая любовь» — галерея «Люда» (Санкт-Петербург).
— 2009 — «Графическая карта мира» — галерея GreenArt (Пермь).
— 2010 — «Ландшафт рисовальщика» — ЦВЗ "Манеж, малый зал (Санкт-Петербург).
— 2011 — «Structures» — Сolourblind Gallery, (Кёльн).
— 2012 — «Карго-культурное обозрение», Marina Gisich Gallery (Санкт-Петербург).
— 2013 — «Синяя Борода» — ЦВЗ "Манеж, малый зал, Граф.каб.(Санкт-Петербург).
— 2013 — «Карго-культурное обозрение», ЦКИ «Порт», (Сургут).
— 2013 — «Карго-культурное обозрение», фестиваль «Стерхфест — Большая вода», (Ханты-Мансийск).
— 2013 — «Карго-культ. Итоги» -ЦВЗ "Манеж , Малый зал (Санкт-Петербург).
— 2014 — «Страсти по Линнею» — NameGallery (Санкт-Петербург).
— 2016 — «Фокус времени. Соборы» — Concord Gallery (Санкт-Петербург).
— 2017 — «Камень-Ножницы-Бумага» — NameGallery (Санкт-Петербург).
— 2019 — «Я хотел нарисовать 100 видов Фудзи, но потом понял, что это где-то уже было…» — Негосударственный Нерусский Музей (Санкт-Петербург).
— 2020 — «Беккет. Безымянный» — Негосударственный Нерусский Музей (Санкт-Петербург).

## Групповые выставки
— 1997 — Молодежный центр, ул. Марата 12 (Санкт-Петербург).
— 1998 — Inside & Outside, галерея «Невограф», (Санкт-Петербург).
— 1999 — Галерея «Янга» (Санкт-Петербург).
— 1999 — «Рождественское дерево», Музей А.Ахматовой (Санкт-Петербург).
— 1999 — «Весь Петербург 1998», ЦВЗ "Манеж (Санкт-Петербург).
— 2000 — Культурный центр Пушкинская-10 (Санкт-Петербург); проект «Дневники. Письма ниоткуда».
— 2000 — «Весь Петербург 1999», ЦВЗ "Манеж (Санкт-Петербург).
— 2000 — «Дневники, Письма ниоткуда», Центр «Пушкинская 10» (Санкт-Петербург).
— 2001 — «Весь Петербург 2000», ЦВЗ "Манеж (Санкт-Петербург).
— 2002 — «Союзу художников 70 лет», ЦВЗ "Манеж (Санкт-Петербург).
— 2007 — «Художники Петербурга», (Краснодар).
— 2007 — Биеннале «Диалоги», ЦВЗ "Манеж (Санкт-Петербург).
— 2008 — «Любитель эстампов» III графический салон. проект «Я никогда там не был», ЦВЗ "Манеж (Санкт-Петербург).
— 2008 — «Север-Юг», (Краснодар).
— 2009 — акция «Арт-Доминирование», центр «Мебель-сити» (Санкт-Петербург).
— 2009 — «Искусство без границ», зал Союза Художников (Абхазия, г.Сухум).
— 2009 — «Искусство без границ», Республиканский художественный музей им. М. Туганова (Владикавказ).
— 2009 — выставка международного симпозиума Аланика 2009 (Владикавказ).
— 2009 — 6-я Международная Биеннале графики (Новосибирск).
— 2009 — «Это Люда», Лофт-проект «Этажи»(Санкт-Петербург).
— 2010 — серия «Соборы», культурный центр на Белинского 11 (Санкт-Петербург).
— 2010 — «De Bibliotheek», Gallery Goda (Амстердам).
— 2010 — «Наступающее прошлое», Краеведческий музей (Владикавказ).
— 2010 — выставка международного симпозиума Аланика 2010 (Владикавказ).
— 2010 — «Открытие», Modernariat Gallery (Санкт-Петербург).
— 2010 — «ЧБ», Modernariat Gallery ГЦСИ (Санкт-Петербург).
— 2011 — «ЧБСПб», галерея «Экспо-88», (Москва).
— 2011 — «Графический triП»,ЦВЗ "Манеж, малый зал (Санкт-Петербург).
— 2011 — «Питерские. ЧБСПб», Музей Совр. Искусства PERM (Пермь).
— 2011 — «Назначенное искусство», Modernariat Gallery (Санкт-Петербург).
— 2011 — «Ночь космонавтики», Библиотека книжной графики, (Санкт-Петербург).
— 2011 — «Resume 1260», СolourblindGallery, (Кёльн).
— 2011 — «Гибель Петербурга», NameGallery (Санкт-Петербург).
— 2011 — «Послание», графический фестиваль «Графотека», Библиотека книжной графики, (Санкт-Петербург).
— 2012 — «ЧБ СПБ», галерея «Стерх», (Сургут).
— 2012 — SALON D’AUTOMNE (Париж).
— 2013 — «Рожденные летать…и ползать», Гос .Русский Музей (Санкт-Петербург).
— 2013 — «Достоевщина», Библиотека книжной графики (Санкт-Петербург).
— 2013 — XI Биеннале графики стран Балтийского моря «Калиниград-Кенигсберг 2013» (Калининград).
— 2014 — «Другая столица», Музей Москвы (Москва).
— 2015 — ART PARIS — ART FAIR 2015 (Париж).
— 2015 — «Картина после живописи» Научно Исследовательский Музей. Российской Академии Художеств (Санкт-Петербург).
— 2016 — «Картина после живописи» Галерея искусств Зураба Церетели Москва).
— 2016 — «CORPUS. Анатомический театр» Научно Исследовательский Музей. Российской Академии Художеств (Санкт-Петербург).
— 2016 — Urban Dawn, VILLA Boutiques&Restaurants (Алматы, Казахстан).
— 2017 — 10-й Киберфест «Конструкции и множества» (галерея-мастерская «Граунд Ходынка», Москва).
— 2018 — «В поисках портрета» ДК Громов, (Санкт-Петербург).
— 2018 — «А и Б сидели на трубе» Государственный центр современного искусства (Москва)..
— 2019 — «Радикальная текучесть. Гротеск в искусстве», Музей искусства С-Петербурга XX—XXI веков (Санкт-Петербург).
— 2019 — «Красота +/-»,ЦВЗ "Манеж, (Санкт-Петербург).
— 2019 — Ночь Музеев 2019, «Элементы. Историзмы в архитектурном декоре» Государственная Академическая Капелла (Санкт-Петербург).
— 2019 — «Offline/Online», ДК Громов (Санкт-Петербург).
— 2019 — «Актуальное рисование», галерея «Bulthaup» (Санкт-Петербург).
— 2020 — «IN VINO VERITAS», Творческий союз IFA (Санкт-Петербург).
— 2020 — «Художники и коллекционеры — Русскому Музею. Дары. 1898—2019. Избранное» Государственный Русский Музей (Санкт-Петербург).
— 2020 — «За тучами фьюче» ДК Громов (Санкт-Петербург).